# Braqueurs d'hiver
Pour les articles homonymes, voir Braqueurs.
Braqueurs d'hiver (Zwölf Winter) est un téléfilm allemand réalisé par Thomas Stiller (de) en 2009.

## Synopsis
Au cours des années 1990, deux braqueurs, Michael « Mike » Roth et Klaus Starck, décident de dévaliser plus d'une trentaine de banques allemandes.

## Distribution
- Jürgen Vogel (VF : Maurice Decoster) : Michael « Mike » Roth
- Axel Prahl (VF : Gabriel Le Doze) : Klaus Starck
- Matthias Koeberlin
- Wotan Wilke Möhring (VF : Gérard Darier) : Prothmann
- Thomas Darchinger
- Doreen Jacobi (VF : Sybille Tureau) : Sabine
- Katharina Palm
- Torsten Michaelis
- Thomas Kautenburger